# 罗德里格·德芬迪
罗德里格·德芬迪（Rodrigo Defendi，1986年6月16日—），是一名意大利裔巴西职业足球运动员，司职中后卫。现在效力于中国足球超级联赛球队石家庄永昌。

## 俱乐部生涯
德芬迪在巴西豪门克鲁塞罗接受足球训练，之后被英超球队托特纳姆热刺的球探发现，并于2004年7月3日以60万英镑的价格加盟热刺梯队。但马丁·乔尔上任后，他被视为球队多余的球员。2006年1月，他被租借到意甲球队乌迪内斯，并得到两次联赛出场机会。2006年8月，他又被租借到另一支意甲球队罗马一个赛季。他为罗马队在一次冠军联赛和一次意大利杯比赛出场，但没有参加意甲联赛比赛。2007年8月9日，热刺宣布德芬迪离队加盟意大利乙级球队阿韦利诺。2009年，由于阿韦利诺破产，德芬迪成为自由球员，他回到巴西，并在2010年3月加盟帕尔梅拉斯B队，一年后，他又加盟巴西球队巴拉纳。2011年5月18日，他回到欧洲，加盟葡萄牙足球超级联赛球队吉马良斯维多利亚。 2013年1月10日，他加盟博塔弗戈。 2014年，在短暂效力维多利亚体育后，他又回到吉马良斯维多利亚。2015年2月18日，德芬迪加盟中国足球超级联赛升班马石家庄永昌。